# رانگوو
رانگوو (به فرانسوی: Ranguevaux) یک کمون در فرانسه است که در Canton of Hayange واقع شده‌است.

## خصوصیات
رانگوو ۱۰٫۱۷ کیلومترمربع مساحت و ۷۹۹ نفر جمعیت دارد و ۱۸۹ متر بالاتر از سطح دریا واقع شده‌است.